# Токсичний мегаколон
Токсичний мегаколон — рідкісне та небезпечне для життя ускладнення хронічних запальних захворювань кишечника, особливо виразкового коліту, який швидко прогресує (фульмінантно), призводить до дилатації товстої кишки і характеризується запаленням та септично-токсичним станом. Хвороба Шагаса, хвороба Крона або псевдомембранозний коліт також можуть призвести до токсичного мегаколону.

## Симптоми
Крім симптоматики гострого живота, спостерігаються такі симптоми:
- кишкова непрохідність
- шок
- висока температура (септична гарячка)
- значно підвищена швидкість осідання еритроцитів
- тахікардія
- анемія
- небезпечні для життя порушення водно-електролітного балансу (дегідратація)

## Діагностика
Діагностика проводиться первинно за допомогою рентгенографії живота. Можливе також використання комп'ютерної томографії.

## Лікування

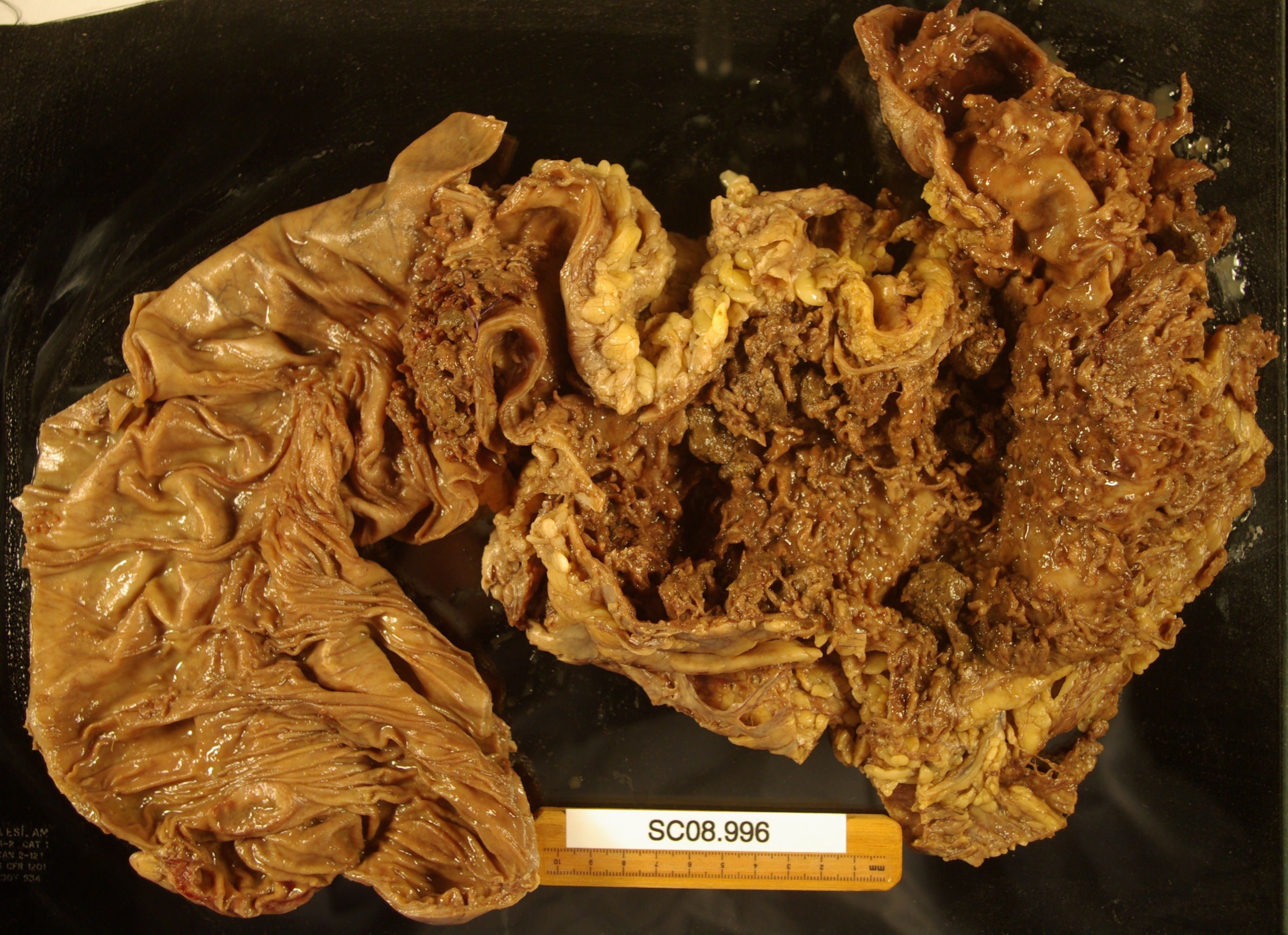
Препарат патологічно-зміненої кишки внаслідок токсичного мегаколона

Токсичний мегаколон складно лікувати консервативно, тому лікування зазвичай проводять хірургічним шляхом. Мета — полегшити роботу кишечника, в першу чергу шляхом встановлення ілеостоми. Як альтернатива може бути використаний оперативний свищ (з'єднання) поперечної ободової кишки з сигмоподібною. Радикальне оперативне втручання (проктоколектомія з ілеоанальним анастомозом) є методом вибору, зокрема, при виразковому коліті.

## Гістологія
Через автореактивну відповідь на гранулоцити на слизовій і підслизовій оболонках утворюються множинні виразки. Це насамперед призводить до некрозу стінки кишечника, що може також спричиняти розширення та перфорації товстої кишки.